# Huck Seed
Huckleberry 'Huck' Seed (30 november 1968) is een professionele pokerspeler uit de Verenigde Staten. Hij schreef op de World Series of Poker (WSOP) 2003 zijn vierde WSOP-titel achter zijn naam. Eén daarvan behaalde hij door het Main Event van de World Series of Poker 1996 te winnen, waarmee hij (officieus) wereldkampioen werd. Tijdens de World Series of Poker 1999 haalde hij nogmaals de finaletafel van het Main Event en werd hij zesde.
Seed verdiende tot en met juni 2015 meer dan $7.625.000,- in pokertoernooien (cashgames niet meegerekend). In 2020 werd hij toegevoegd aan de Poker Hall of Fame.

## World Series of Poker
De World Series of Poker 1990 waren de eerste waarop Seed zich in het prijzengeld speelde. Hij werd toen vierde aan de finaletafel van het  $1.500 7 Card Stud Hi/Lo-toernooi en eveneens vierde aan die van het $1.500 Limit Omaha-toernooi. Het was het begin van een reeks die op de World Series of Poker 2010 belandde bij zijn veertigste WSOP-prijs.
Seed behoort met de serie WSOP-titels die hij in die tijd won tot een select groepje spelers. Hij was er een paar keer dicht bij om dat aantal verder te verhogen. Zo werd hij tweede in zowel het $5.000 No Limit Deuce to Seven Draw-toernooi van de World Series of Poker 1992 als in het $5.000 No Limit Deuce to Seven Draw-toernooi van de World Series of Poker 1994. Daarnaast werd hij in 2003 voor de tweede keer derde en in 2004 voor de vierde keer vierde in een WSOP-toernooi.

## World Series of Poker-titels
| Jaar | Toernooi                                    | Prijs      |
| ---- | ------------------------------------------- | ---------- |
| 1994 | $2.500 Pot Limit Omaha                      | $167.000   |
| 1996 | $10.000 No Limit Hold'em World Championship | $1.000.000 |
| 2000 | $1.500 Razz                                 | $77.400    |
| 2003 | $5.000 Razz                                 | $71.500    |

- Tijdens de WSOP 2010 won Seed het WSOP Tournament of Champions, gehouden tussen toernooi #48 en #49. Daarmee verdiende hij geen officiële WSOP-titel, maar wel $500.000,-.